# World RX de Barcelona 2017
El World RX de Barcelona es una prueba de Rallycross en España válida para el Campeonato Mundial de Rallycross. Se celebró en el Circuit de Barcelona-Catalunya en Cataluña, Barcelona, España
Mattias Ekström actual campeón defensor ganó a bordo de su Audi S1, seguido de Timo Scheider y Andreas Bakkerud.

## Supercar

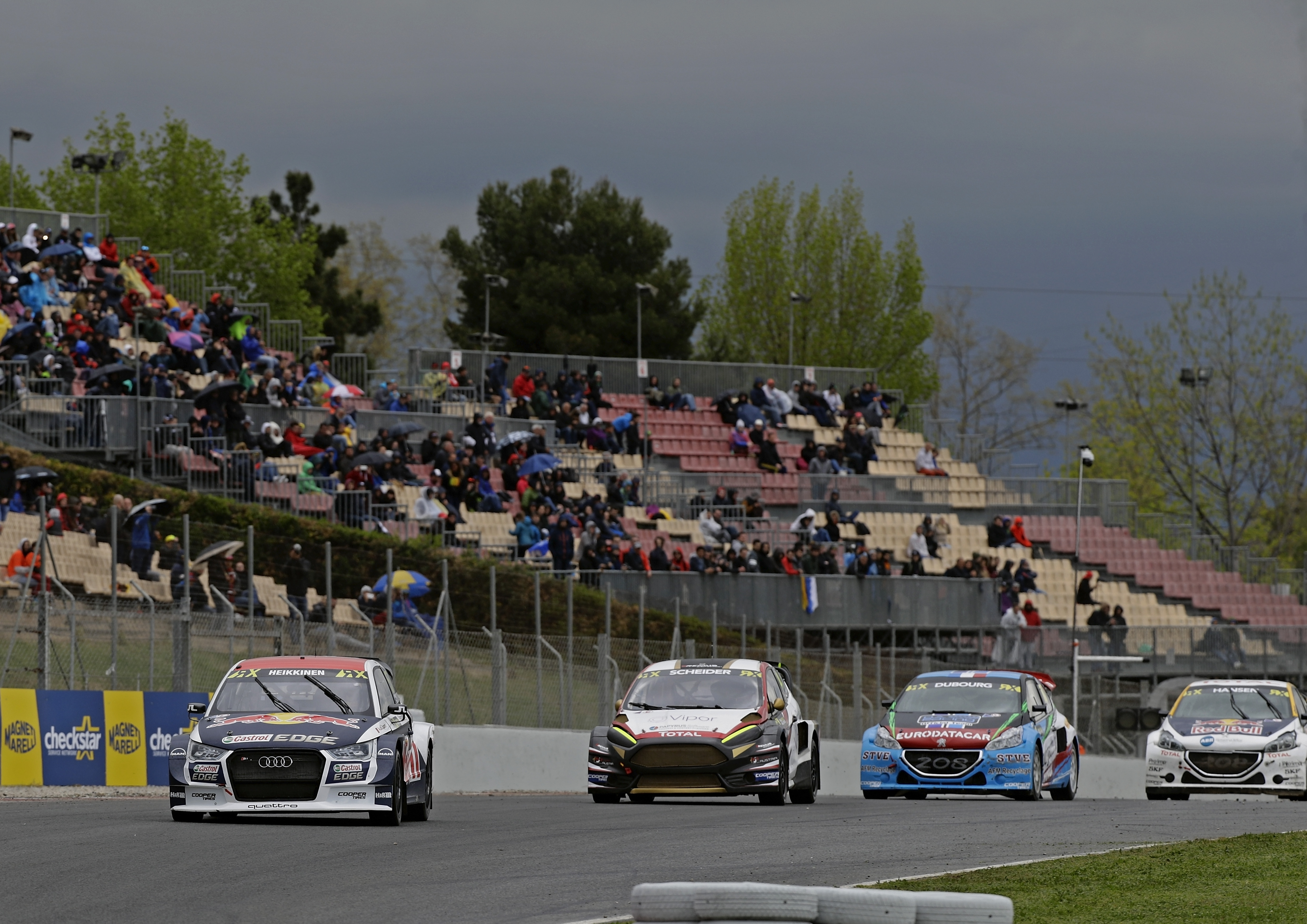
Toomas Heikkinen adelante de Timo Scheider, JB Dubourg y Kevin Hansen

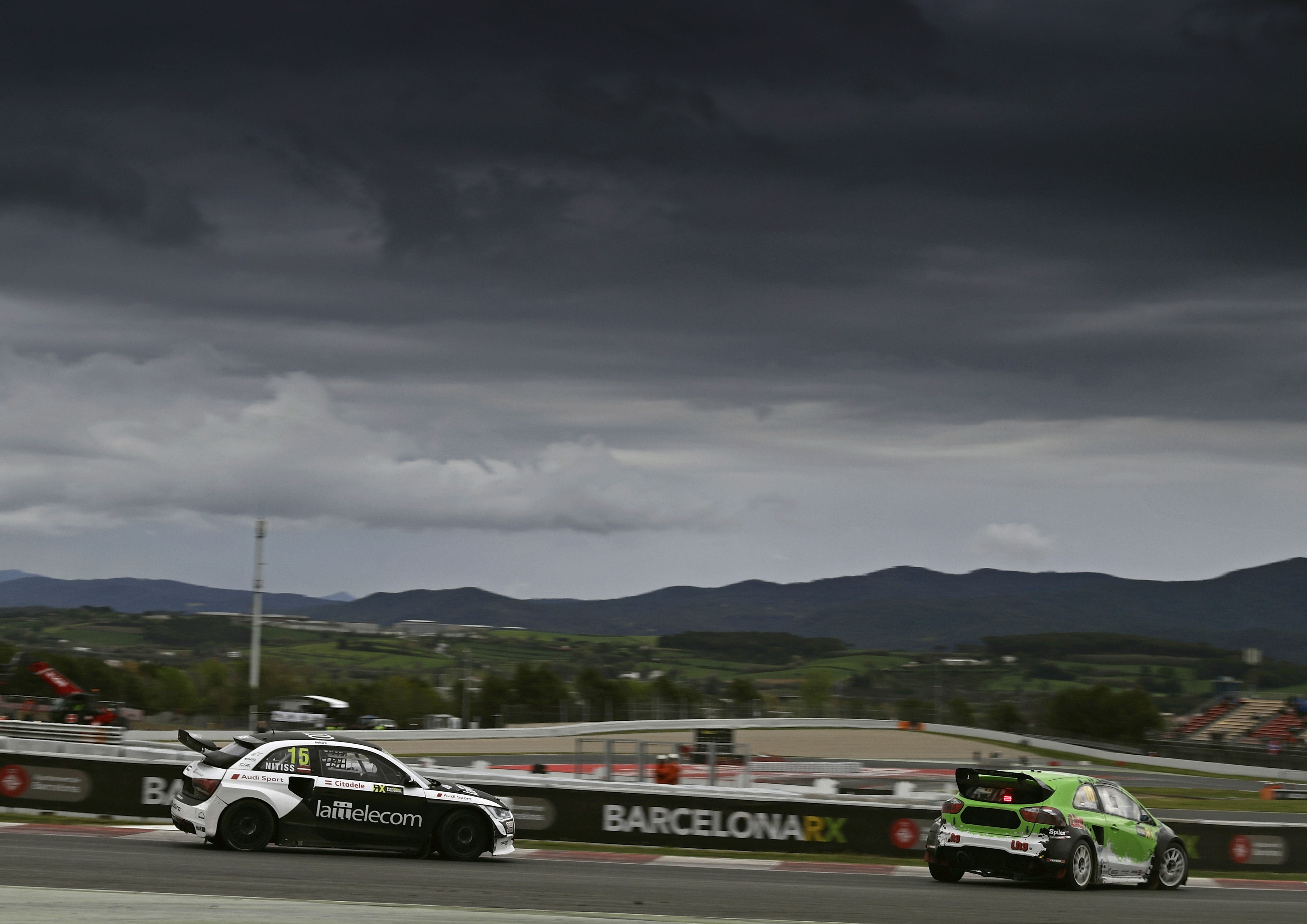
El debutante del Campeonato Mundial "Csucsu" es perseguido por Reinis Nitišs

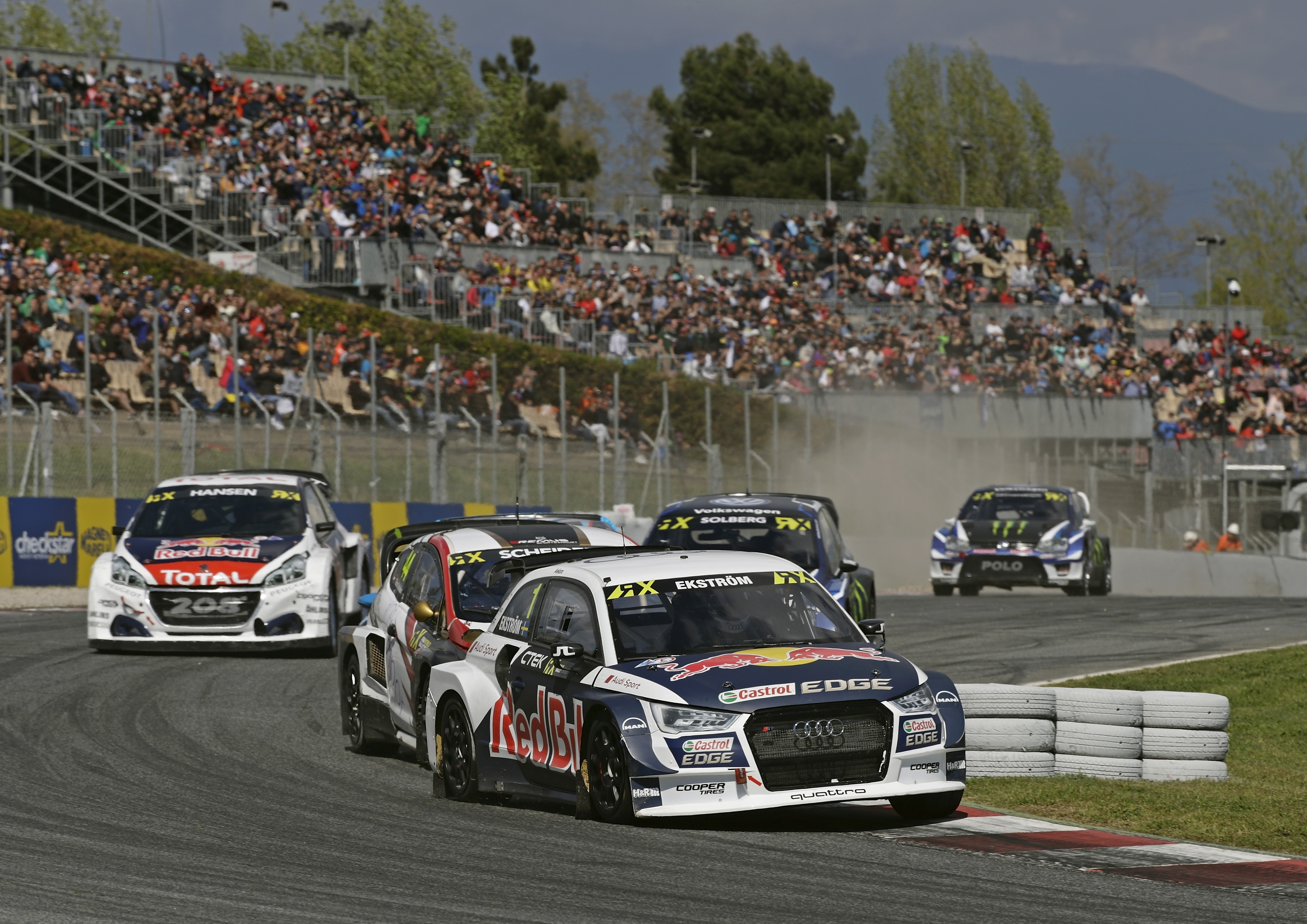
Reigning World Champion Mattias Ekström on his way to winning the final

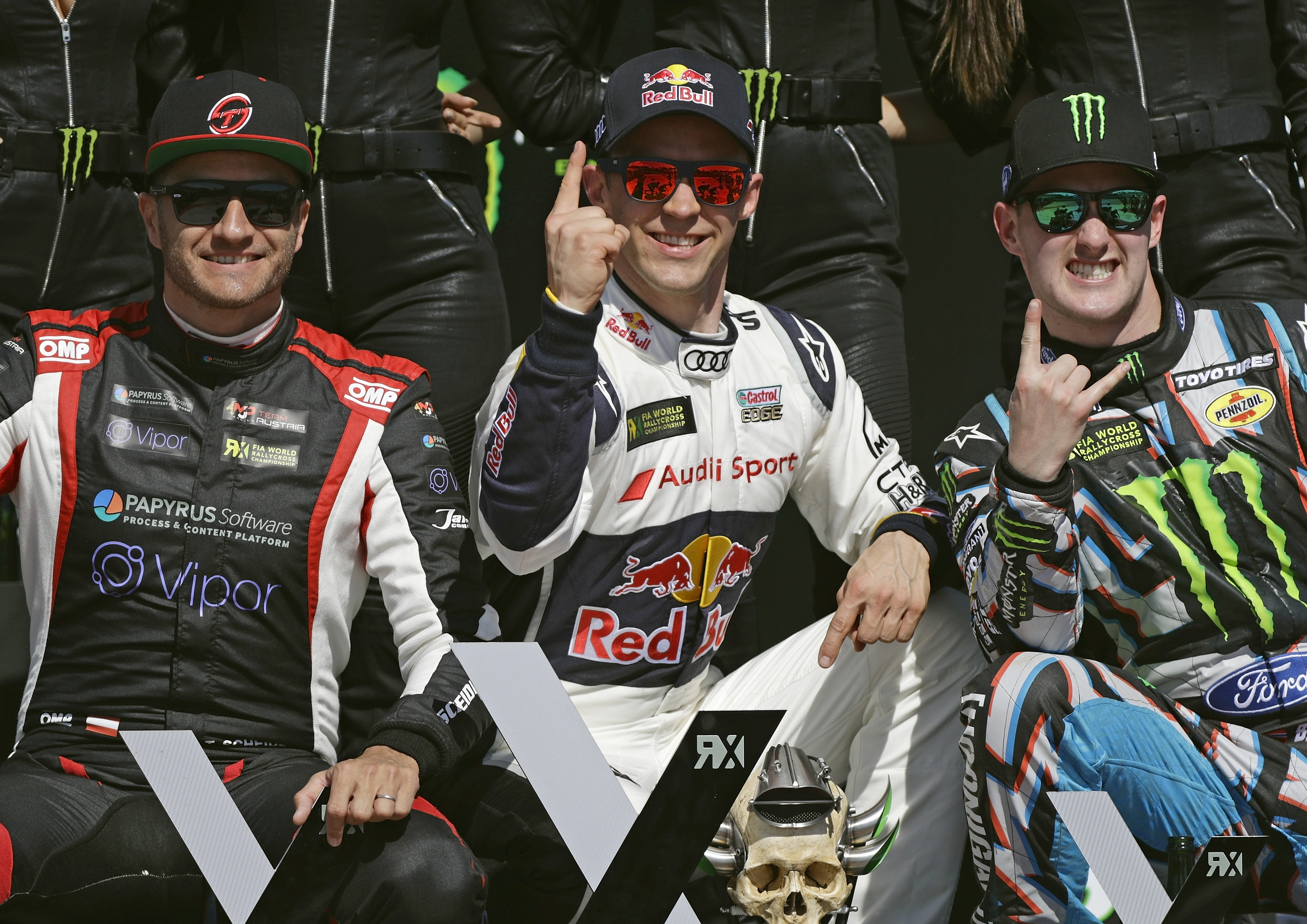
El podio compuesto por Scheider (2.º), Ekström (1.º) y Bakkerud (3.º)

### Series
| Pos. | N.º | Piloto                | Equipo                    | Auto                | Q1   | Q2   | Q3   | Q4   | Pts |
| ---- | --- | --------------------- | ------------------------- | ------------------- | ---- | ---- | ---- | ---- | --- |
| 1    | 44  | Timo Scheider         | MJP Racing Team Austria   | Ford Fiesta         | 12.º | 2.º  | 2.º  | 5.º  | 16  |
| 2    | 1   | Mattias Ekström       | EKS RX                    | Audi S1             | 4.º  | 15.º | 1.º  | 4.º  | 15  |
| 3    | 3   | Johan Kristoffersson  | PSRX Volkswagen Sweden    | Volkswagen Polo GTI | 1.º  | 17.º | 6.º  | 3.º  | 14  |
| 4    | 13  | Andreas Bakkerud      | Hoonigan Racing Division  | Ford Focus RS       | 5.º  | 20.º | 3.º  | 1.º  | 13  |
| 5    | 11  | Petter Solberg        | PSRX Volkswagen Sweden    | Volkswagen Polo GTI | 3.º  | 18.º | 4.º  | 2.º  | 12  |
| 6    | 21  | Timmy Hansen          | Team Peugeot-Hansen       | Peugeot 208         | 6.º  | 10.º | 5.º  | 7.º  | 11  |
| 7    | 57  | Toomas Heikkinen      | EKS RX                    | Audi S1             | 14.º | 1.º  | 10.º | 16.º | 10  |
| 8    | 100 | Guy Wilks             | LOCO Energy RX Team       | Volkswagen Polo     | 10.º | 13.º | 7.º  | 10.º | 9   |
| 9    | 43  | Ken Block             | Hoonigan Racing Division  | Ford Focus RS       | 2.º  | 19.º | 11.º | 11.º | 8   |
| 10   | 15  | Reinis Nitišs         | EKS RX                    | Audi S1             | 17.º | 3.º  | 9.º  | 12.º | 7   |
| 11   | 71  | Kevin Hansen          | Team Peugeot-Hansen       | Peugeot 208         | 11.º | 5.º  | 12.º | 13.º | 6   |
| 12   | 87  | Jean-Baptiste Dubourg | DA Racing                 | Peugeot 208         | 13.º | 12.º | 13.º | 15.º | 5   |
| 13   | 96  | Kevin Eriksson        | MJP Racing Team Austria   | Ford Fiesta         | 8.º  | 14.º | 15.º | 9.º  | 4   |
| 14   | 9   | Sébastien Loeb        | Team Peugeot-Hansen       | Peugeot 208         | 9º   | 9º   | 21.º | 8.º  | 3   |
| 15   | 6   | Jānis Baumanis        | STARD                     | Ford Fiesta         | 7.º  | 11.º | 19.º | 14.º | 2   |
| 16   | 10  | "Csucsu"              | Speedy Motorsport         | Kia Rio             | 18.º | 6.º  | 14.º | 18.º | 1   |
| 17   | 68  | Niclas Grönholm       | GRX                       | Ford Fiesta         | 19.º | 8.º  | 16.º | 17.º |     |
| 18   | 84  | "Knapick"             | Hervé "Knapick" Lemonnier | Citroën DS3         | 16.º | 7.º  | 18.º | 19.º |     |
| 19   | 66  | Grégoire Demoustier   | DA Racing                 | Peugeot 208         | 20.º | 12.º | 20º  | 20º  |     |
| 20   | 7   | Timur Timerzyanov     | STARD                     | Ford Fiesta         | 15.º | 21.º | 8.º  | 6.º  |     |
| 21   | 36  | Guerlain Chicherit    | Fors Performance          | Renault Clio        | 21.º | 16.º | 17.º | 21.º |     |

### Semifinales
Semifinal 1
| Pos. | N.º | Piloto               | Equipo                   | Tiempo   | Pts |
| ---- | --- | -------------------- | ------------------------ | -------- | --- |
| 1    | 3   | Johan Kristoffersson | PSRX Volkswagen Sweden   | 4:32.988 | 6   |
| 2    | 44  | Timo Scheider        | MJP Racing Team Austria  | +2.815   | 5   |
| 3    | 11  | Petter Solberg       | PSRX Volkswagen Sweden   | +5.237   | 4   |
| 4    | 43  | Ken Block            | Hoonigan Racing Division | +8.382   | 3   |
| 5    | 71  | Kevin Hansen         | Team Peugeot-Hansen      | +14.583  | 2   |
| 6    | 57  | Toomas Heikkinen     | EKS RX                   |          | 1   |

Semifinal 2
| Pos. | N.º | Piloto                | Equipo                   | Tiempo   | Pts |
| ---- | --- | --------------------- | ------------------------ | -------- | --- |
| 1    | 1   | Mattias Ekström       | EKS RX                   | 4:34.563 | 6   |
| 2    | 13  | Andreas Bakkerud      | Hoonigan Racing Division | +1.256   | 5   |
| 3    | 21  | Timmy Hansen          | Team Peugeot-Hansen      | +1.707   | 4   |
| 4    | 100 | Guy Wilks             | LOCO Energy World RX     | +5.800   | 3   |
| 5    | 87  | Jean-Baptiste Dubourg | DA Racing                | +6.753   | 2   |
| 6    | 15  | Reinis Nitišs         | EKS RX                   | +7.391   | 1   |

### Final
| Pos. | N.º | Piloto               | Equipo                   | Tiempo   | Pts |
| ---- | --- | -------------------- | ------------------------ | -------- | --- |
| 1    | 1   | Mattias Ekström      | EKS RX                   | 4:32.260 | 8   |
| 2    | 44  | Timo Scheider        | MJP Racing Team Austria  | +0.362   | 5   |
| 3    | 13  | Andreas Bakkerud     | Hoonigan Racing Division | +1.868   | 4   |
| 4    | 11  | Petter Solberg       | PSRX Volkswagen Sweden   | +2.625   | 3   |
| 5    | 21  | Timmy Hansen         | Team Peugeot-Hansen      | +3.251   | 2   |
| 6    | 3   | Johan Kristoffersson | PSRX Volkswagen Sweden   | +3.976   | 1   |

## Campeonato tras la prueba
| Pos | Piloto               | Pts | Dif |
| --- | -------------------- | --- | --- |
| 1   | Mattias Ekström      | 29  |     |
| 2   | Timo Scheider        | 26  | +3  |
| 3   | Andreas Bakkerud     | 22  | +7  |
| 4   | Johan Kristoffersson | 21  | +8  |
| 5   | Petter Solberg       | 19  | +10 |

- Nota: Sólo se incluyen las cinco posiciones principales.

| Prueba previa: World RX de Argentina 2016 | Temporada 2017 del Campeonato Mundial de Rallycross | Siguiente prueba: World RX de Portugal 2017  |
| Prueba previa: World RX de Barcelona 2016 | World RX de Barcelona                               | Siguiente prueba: World RX de Barcelona 2018 |

- Datos: Q29113334
- Multimedia: 2017 World RX of Barcelona / Q29113334